# 涌泉
涌泉位于中国山东省济南市历城区柳埠镇四门塔风景区内，北依白虎山，西侧为涌泉庵遗址，东侧为四门塔，明清时期的《历城县志》称其“在神通寺西，瀑布飞悬，流入锦阳川”。该泉为清代郝植恭《七十二泉记》所著录的济南七十二名泉之一，时名涌腾泉，亦列入2004年4月评选的新七十二名泉中，为涌泉泉群的主泉，这一泉群包括126处泉池，主要分布在历城区的柳埠镇和锦绣川乡，其中八处列入新七十二名泉。
该泉泉水出自于白虎山山腰处的岩隙中，在暗渠中交汇后，从石雕龙头口中吐入长5米，宽4.5米的石砌泉池（该泉池名为净池，建于明天启年间），继而自池南壁溢出，并经涌泉桥依山势三叠而下，形成的三处景观分别称为“细水长流”、“锦上添花”和“悬崖飞瀑”，然后入锦阳川并最终汇入卧虎山水库。
泉西侧的涌泉庵即因泉而得名，该庵初建于六朝齐梁间，今仅有三间北殿堂和七通古碑残存。